# Unitat Central d'Helicòpters dels Mossos d'Esquadra

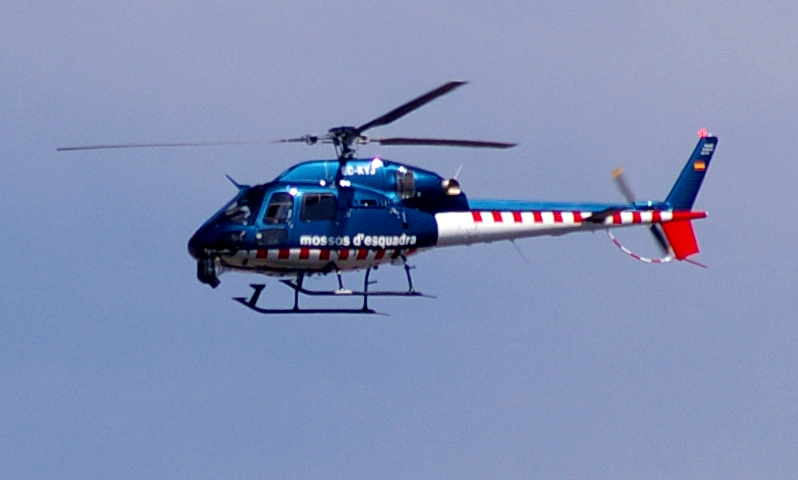
Helicòpter logotipat, un Eurocopter AS355-NP.

La Unitat Central d'Helicòpters (abans "Unitat de Mitjans Aeris") dels Mossos d'Esquadra és la unitat que juntament amb la UTSA i el UDRON, formen l'Àrea Central de Mitjans Aeris (ACMA). És una de les cinc peculiars unitats de l'Àrea Central de Suport Operatiu que ofereixen els seus serveis altament especialitzats a la resta d'àrees del cos de Mossos d'Esquadra. Aquesta és també coneguda per l'indicatiu "Hèlix" (antigament "Griva"), realitza un ampli ventall d'actuacions per recolzar altres unitats del cos amb els helicòpters de què pot disposar. És present en les grans concentracions de persones, retransmet imatges i vídeos des de l'aire, controla l'espai aeri en dispositius especials, vetlla per la seguretat del trànsit i s'encarrega de la pròpia formació i de la formació d'altres unitats amb les quals assagen mètodes aeris.

## Funcions
Concretament la Unitat Central d'Helicòpters executa a la pràctica la funció encomanada a l'ACSO que li és pròpia:

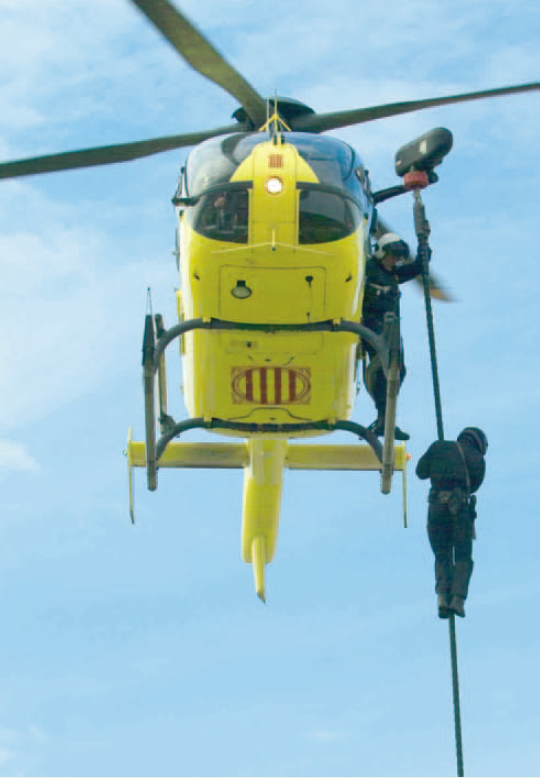
La UCH entrenant amb els GEI amb un EC135.

1. Les tasques de suport amb mitjans aeris.

Aquestes poden ser molt variades. Per exemple acostumen a oferir suport aeri a la resta d'àrees de la Comissaria General de Recursos Operatius (AGEI, ABM, les altres unitats de l'ACSO, etc.). Executen serveis especials com ara vigilància aèria amb motiu de visites de personalitats, serveis planificats com ara l'obertura i tancament dels bancs i la vigilància del trànsit a les carreteres (aquesta tasca la realitzen efectius de trànsit del cos de Mossos, no és una tasca pròpia de la UMA), requeriments imprevistos de la sala central de comandament com ara persecucions de fugitius o motins, o simplement tasques de seguretat ciutadana com ara la vigilància de grans concentracions de persones per una manifestació o algun partit important. A més a més durant les patrulles es vigila la resta d'aeronaus del voltant: es comprova que estiguin controlades per les torres de control, ja que a l'aire es produeixen també vols il·legals.

## Funcionament
Els pilots són contractats a una empresa privada. La resta de mossos d'aquesta unitat són operadors de vol policial, és a dir que tenen les habilitats tècniques per desenvolupar les tasques policials pertinents des de l'helicòpter. Algun, però, és operador de vol - pilot fet que permet que des del seient de copilot pugui fer-se càrrec de l'aparell en cas de necessitat. És per aquest motiu que sovint (i més de nit) els tripulants de l'helicòpter acostumin a ser 3: el pilot no policia, un operador de vol - pilot mosso, i un operador de vol també mosso que maneja els sistemes electrònics policials que calguin pel servei. Actualment (2023) està composta per 11 agents i 4 pilots.
Els mossos d'aquesta unitat s'han d'haver format prèviament, però actualment no ho poden fer a l'ISPC perquè aquest no ofereix l'especialització. De fet és el mateix sergent Pardo qui els fa d'instructor. El 2011 la unitat estava composta de cinc mossos. Hi ha tres tipus d'operador de vol: el de càmera, el de grua i l'operador per a unitats especials. Tots han d'estar habilitats amb el curs CRM (Cockpit Resource Management). A més a més l'operador de vol també s'ha d'encarregar de la seguretat de l'aparell i el seu entorn.

## Flota d'aeronaus
La flota d'aeronaus d'aquesta unitat està composta per helicòpters de segona mà i de nova fabricació, tots d'origen europeu.
Al maig del 2022 se sumen a la flota dos nous Airbus H135 (Airbus Helicopters), concretament els models H135-P2 i el H135-T3 Helionix.
El H135-P2 compta amb càmera tèrmica giroestabilitzada i un focus de llum d'alta intensitat que pot estar esclavitzat allà on apunta la càmera.
El H135-T3 Helionix compta amb grúa que permet l'inserció i extracció d'agents d'Intervenció en muntanya i agents del GEI, també compta amb un sistema de pilot automàtic de 4 eixos que ajuda al pilot en missions especials. Aquest helicòpter està pensat per a intervencions en muntanya, per això, a més, aquest model té uns motors més potents de 812CV i un sostre de vol de 12.000 peus davant els 667CV i 10.000 peus del model H135-P2.
| Helicòpters                         | Helicòpters | Helicòpters  | Helicòpters                      | Helicòpters                                       | Helicòpters | Helicòpters |
| Aeronau                             | Imatge      | Origen       | Tipus                            | Quantitat                                         | Quantitat   | Quantitat   |
| Aeronau                             | Imatge      | Origen       | Tipus                            | En servei                                         | Demanats    | Retirats    |
| ----------------------------------- | ----------- | ------------ | -------------------------------- | ------------------------------------------------- | ----------- | ----------- |
| EC-DSU. Bolkow BO-105-CBS           |             | Unió Europea | Helicòpter policial              | 0                                                 | 0           | 1           |
| Aerospatiale AS 355F-2 Ecureuil 2   |             | Unió Europea | Helicòpter policial              | 0                                                 | 0           | 1           |
| Eurocopter AS355-NP Écureuil 2      |             | Unió Europea | Helicòpter policial              | 0                                                 | 0           | 1           |
| Airbus Helicopters H135-P2          |             | Unió Europea | Helicòpter policial              | 1                                                 | 0           | 0           |
| Airbus Helicopters H135-T3 Helionix |             | Unió Europea | Helicòpter policial              | 2                                                 | 0           | 0           |
| Eurocopter EC135                    |             | Unió Europea | Helicòpter policial i de bombers | 2 (compartits amb els Bombers de la Generalitat). | 0           | 0           |

(Les imatges del Eurocopter AS355-NP Écureuil 2 i del Eurocopter EC135 en la taula, són les úniques on apareixen un helicòpter oficial del cos).
El 2011 els mossos d'aquesta unitat poden disposar de fins a tres helicòpters per desenvolupar la seva feina: Un de propi logotipat amb els colors corporatius del cos, que és un model AS355-NP Ecureuil 2 de la marca Eurocopter: un aparell biturbina per a sis persones equipat amb una grua, una càmera giroestabilitzada i un potent focus. De la mateixa marca són els dos helicòpters EC135, grocs amb el segell de la Generalitat, que estan equipats amb grua i plataforma de ràpel i que comparteixen amb els Bombers. A més a més també poden col·laborar amb el SCT amb un quart helicòpter del Servei Català de Trànsit per quan han de vigilar les carreteres: com els altres és un Eurocopter, del model AS355-F2. Es preveu una segona adquisició únicament per al cos de Mossos en els propers anys. La seu i els helicòpters propis d'aquesta unitat són a l'aeroport de Sabadell.

## Història

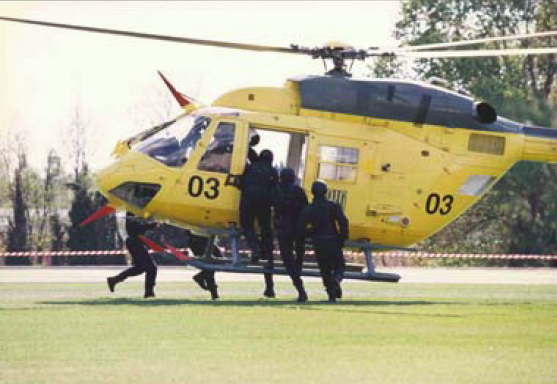
Entrenant amb els GEI amb un BK-117.

L'impulsor i pare des dels inicis d'aquesta ambiciosa unitat dels Mossos d'Esquadra és el sergent Josep Ramon Pardo. Ell es va anar formant en el seu temps lliure, i pagant-s'ho de la seva butxaca, fins a arribar a obtenir els títols de pilot i els cursos d'especialització. Fou la seva insistència personal i la seva provada qualificació que convenceren el Departament d'Interior per tal de dotar el cos amb una unitat aèria, que actualment encara és en creixement i formació.
La primera missió aèria es remunta el 1985 quan el mateix Pardo va perseguir un criminal amb un ultralleuger informant les patrulles de terra amb un simple walkie-talkie. No fou fins a l'any 1990 que l'aleshores caporal Pardo fou comissionat a la Unitat de Mitjans Aeris de la Direcció General d'Emergències com a operador de vol dels Mossos, ja que en aquell moment era l'únic que tenia els títols de pilot d'avió comercial i d'helicòpter privat. Les tasques llavors es limitaven a donar un suport aeri per a recerques i algunes vigilàncies, amb un material accessori molt limitat. Amb el naixement dels GEI poc després, la unitat rebé un nou impuls oferint un servei conjunt per actuacions d'alt risc, i el lligam fou tant estret que el 1992 els serveis aeris vna passar a dependre'n orgànicament. El mateix s'ha anat fent cada vegada que ha aparegut al cos una nova unitat de les de recursos operatius que requereixen formació amb helicòpters.
Amb les Olimpíades del mateix '92 Pardo fou nomenat representant operatiu de la Generalitat al Centre de Coordinació Aèria dels Jocs Olímpics (CECAJO) per gestionar la seguretat aèria d'aquell esdeveniment tot comandant els efectius aeronàutics de la Generalitat: Mossos, Bombers, forestals i presidència. L'any 2002 el Departament d'Interior va ampliar la flota catalana i en va sistematitzar el funcionament nomenant tres representants operatius per comandar-la: un pel Trànsit, un pels Bombers i un pels Mossos (el llavors ja sergent Pardo). La base fou establerta a l'aeroport de Sabadell. Dos anys després la unitat s'amplià per fi amb dos mossos més com a operadors de vol policial, i l'any 2011 comptarà ja amb 5 policies.